# Chelus orinocensis
Chelus orinocensis – gatunek żółwia bokoszyjnego z rodziny matamatowatych (Chelidae).
Gatunek został wyróżniony w 2020 r. na podstawie badań genetycznych z gatunku Chelus fimbriata. Na podstawie badań ustalono, że gatunki rozdzieliły się w późnym miocenie ok. 13 mln lat temu i zamieszkują różne obszary – Chelus fimbriata dorzecze Amazonki, a Chelus orinocensis dorzecza Orinoko i Rio Negro.
Chelus orinocensis dorasta do 53 cm długości, poluje zagrzebany w mule rzecznym, gdzie atakuje z zaskoczenia małe ryby, wysuwając gwałtownie długą szyję i zasysając ofiarę razem z wodą.

## Ochrona
Gatunek ten od 2023 roku jest objęty załącznikiem II konwencji waszyngtońskiej (CITES) i aneksem B UE.